# Коростянка блідо-жовта
Коростянка блідо-жовта, скабіоза блідо-жовта (Scabiosa ochroleuca) — вид рослин з родини жимолостевих (Caprifoliaceae), поширений у Європі, Алжирі, помірній Азії.

## Опис
Багаторічна чи дворічна трав'яниста рослина 20–80 см заввишки. Квітки блідо-жовті. Головки при квітках 2.5–3.5 см в діаметрі, при плодах яйцеподібні, 2–3 см в діаметрі. Стебла зверху біловійчасті. Прикореневі листки черешкові; черешок 1–5 см; листова пластинка перистороздільна, 5–10 см, з 2–4 парами сегментів, або неподільні. Стовбурові листя 2–5-парні, майже або короткочерешкові, листова пластинка 4–10 см, перисторозсічена або двічі перисторозсічена. Чашолистків 5, коричнево-жовті, ≈ 4 мм, щетинисті. Сім'янки жовтуваті, еліпсоїдні, ≈ 2.5 мм, щетини до 7 мм. 2n = 16.

## Поширення
Поширений у Європі, Алжирі, помірній Азії (Туреччина, Казахстан, Монголія, Китай [пн.-зх. Сіньцзян], Сибір).
В Україні вид зростає в степах, на степових луках, схилах, на пісках — на б. ч. території.

## Галерея

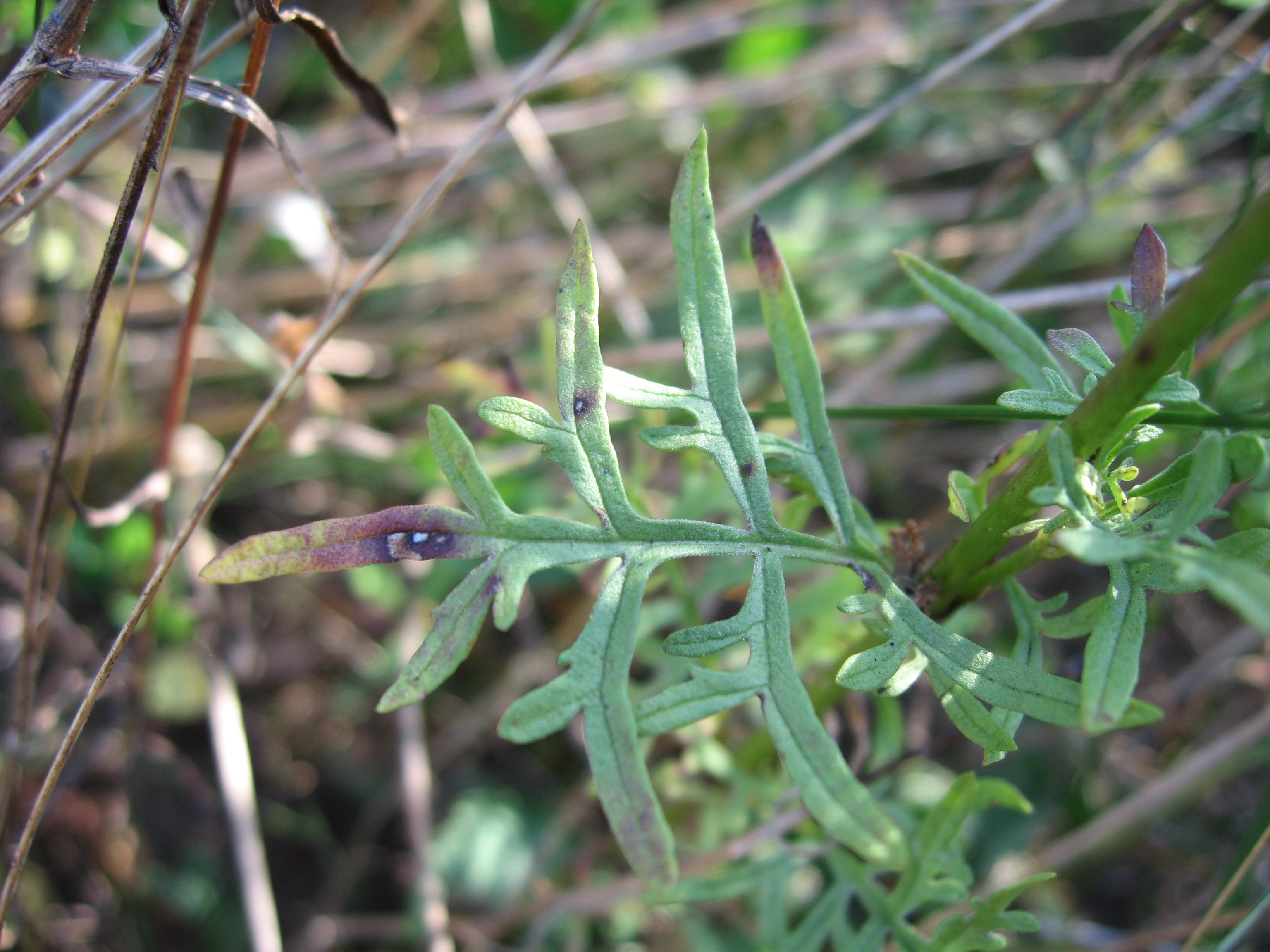
листя
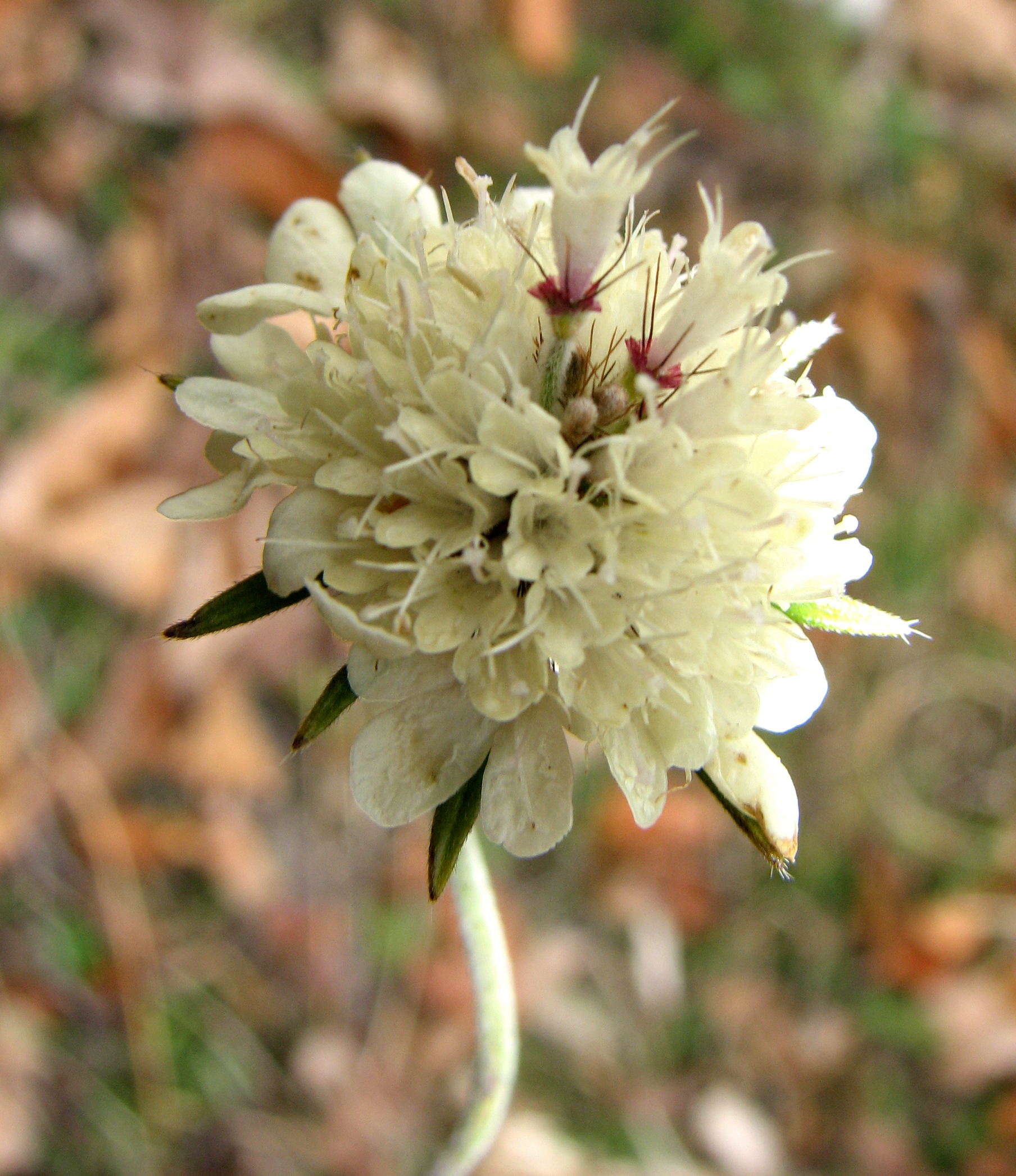
суцвіття
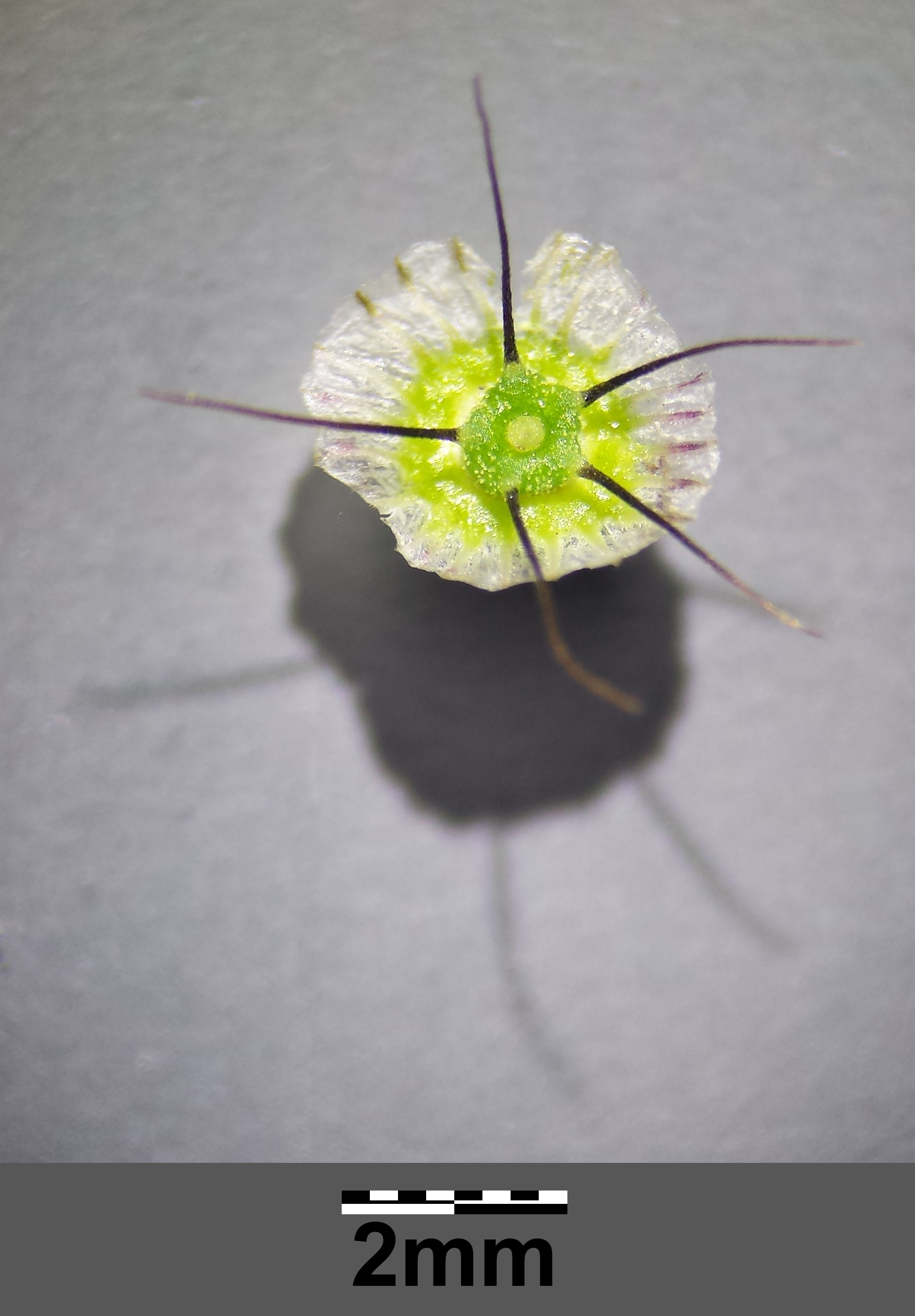
квітка / плід
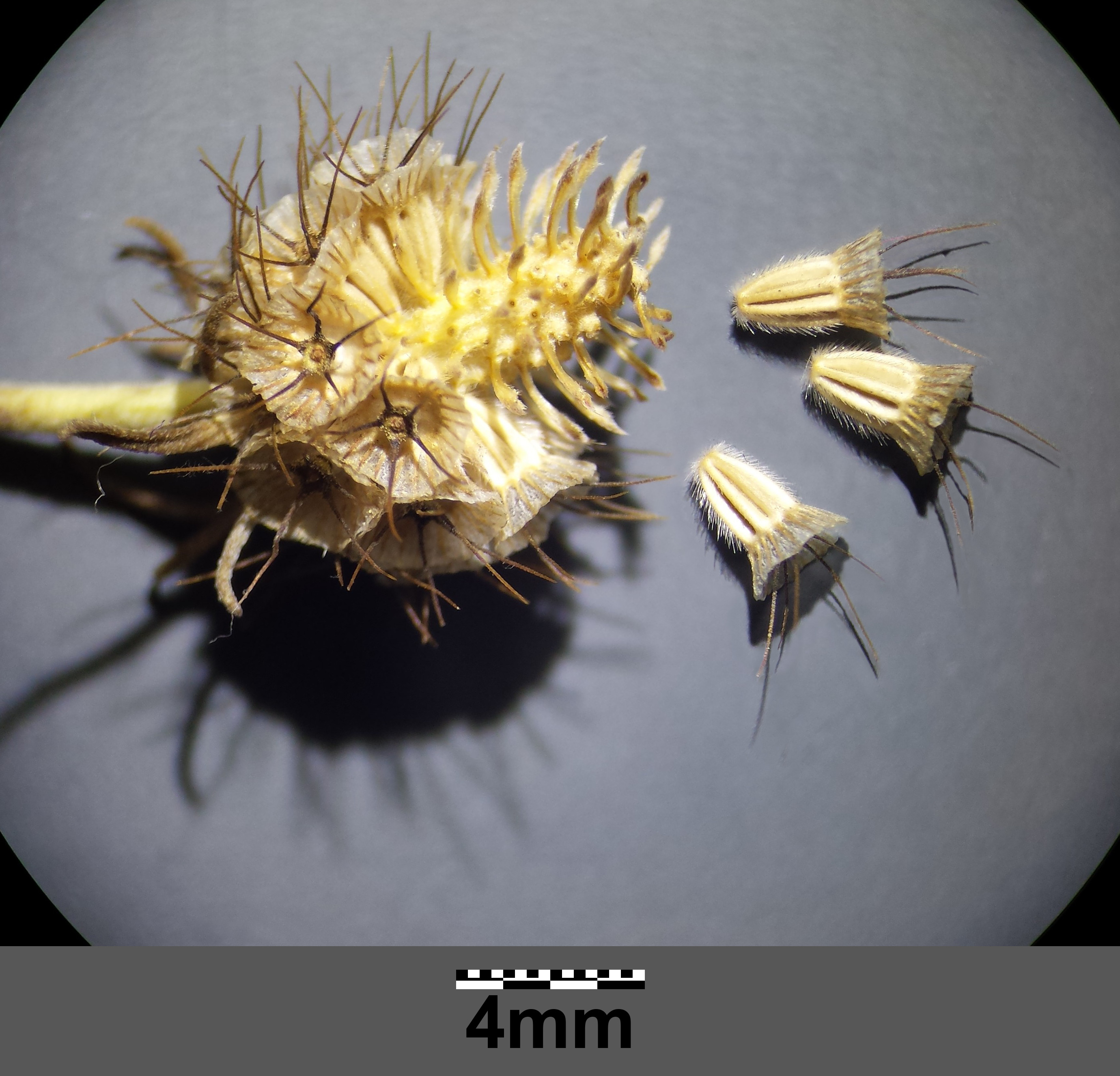
супліддя